# Hr. Ms. K IV
Il K IV è stato un sottomarino della Koninklijke Marine olandese, radiato nel 1936

## Storia
Il sottomarino a propulsione convenzionale K IV fu ordinato il 1 ottobre 1915, impostato presso il cantiere navale Koninklijke Maatschappij De Schelde di Flessinga il 30 dicembre dello stesso anno, in piena prima guerra mondiale, fu varato il 2 luglio 1920 ed entrò in servizio il 27 aprile 1921. I due previsti motori diesel MAN, non consegnati a causa della guerra, furono sostituiti da altrettanti Sulzer. Il 3 settembre 1921 il K IV iniziò il suo viaggio verso le Indie orientali olandesi, il suo teatro operativo salpando da Flessinga. Il percorso comprese tappe ad Algeri, il passaggio nel Canale di Suez, sosta ad Adened a Colombo arrivando a Tanjung Priok il 23 dicembre 1921. Mentre era nella rada di Colombo, il 9 novembre 1921 si verificò un'esplosione nel vano batterie di prua che uccise due uomini dell'equipaggio, il quartiermastro Huisman e il caporale Blom, e ne ferì un altro, il kwartiermeester P.A. Meliest. Una cerimonia commemorativa si tenne a Colombo da parte degli equipaggi dei cacciatorpediniere Van Gent e Kortenaer. Il comandante del K IV tenne un discorso e furono deposte delle corone di fiori. Arrivato nelle Indie orientali olandesi il sottomarino K IV svolse attività di pattugliamento fino alla sua radiazione, avvenuta nel 1936.

### Fonti
1. 1 2 3  Gardiner 1985, p. 369.
2. 1 2 3 4 5 6  Dutchsubmarines.